# Памятник Жукову (Минск)

Памятник Г. К. Жукову в г. Минске

Памятник Георгию Жукову — памятник в сквере им. Жукова в Минске (вблизи пересечения улицы Железнодорожной и проспекта Жукова).
Бюст четырежды Героя Советского Союза Г. К. Жукова установлен 8 мая 2007 года. На открытие монумента пришли ветераны, военные и пожилые люди. В руках они держали красные гвоздики.
На территории Белоруссии Г. К. Жуков прослужил около 17 лет и прошёл путь от командира кавалерийского эскадрона до заместителя командующего войсками Белорусского особого военного округа. По словам открывавшего памятник заместителя председателя Минского горисполкома Михаила Титенкова, «под непосредственным руководством маршала летом 1944 года была осуществлена операция „Багратион“ по освобождению Белоруссии от немецко-фашистских захватчиков. Руководимые им войска I Белорусского фронта во взаимодействии с двумя соседними фронтами блестяще провели Висло-Одерскую операцию, разгромили Берлинскую группировку противника и заняли столицу гитлеровского рейха. А 8 мая Жуков принял капитуляцию нацистской Германии».
Стоимость памятника, возведённого на средства ветеранов и Минского горисполкома по проекту скульптора Анатолия Ефимовича Артимовича и архитектора Андрея Петровича Жилинского, оценивается примерно в 100 млн рублей.
Кроме этого, по просьбе ветеранов имя Г. К. Жукова присвоено СШ № 83 города Минска.